# Menas de Constantinopla
Menas, também chamado de Minas ou Mina, (Ancient Greek: Μηνάς) (died 25 August 552), foi um patriarca de Constantinopla nomeado pelo imperador Justiniano I em 536 e também um santo cristão. O Papa Agapito I o consagrou para suceder o bispo Antimo, que era um monifisita.
O patriarcado de Menas representa o ápice da influência papal em Constantinopla.

## Ataque a Orígenes
Em 543, o imperador, agindo com a aprovação - se não a pedido - de Menas e do representante de Roma, Pelágio, publicou o seu celebrado édito contra os ensinamentos de Orígenes, ao mesmo tempo em que solicitou que Menas realizasse um concílio local para considerar o assunto. Nenhum registro sobreviveu deste sínodo, mas Hefele demonstrou que é mais que provável que os famosos "Quinze Anátemas a Orígenes", erroneamente atribuídos ao quinto concílio ecumênico, realizado em Constantinopla em 553, foram ali promulgados.

## Controvérsia dos Três Capítulos
Menas participou do início da chamada "Controvérsia dos Três Capítulos", sendo o primeiro bispo a quem Justiniano ordenou subscrição ao seu édito anatemizando os Três Capítulos. Ele hesitou, mas acabou cedendo por entender que sua subscrição seria revertida quando o Papa a desaprovasse. Posteriormente, ele coagiu seus sufragâneos a cederem também. Muitos acabaram reclamando para o legado papal Estevão por causa do constrangimento que lhes fora imposto, obrigando Estevão a romper relações com Menas. Quando o Papa Vigílio chegou em Constantinopla, em 547, ele excomungou Menas por quatro meses, o que levou o patriarca a retirar o nome do Papa dos dípticos. Quando Vigílio publicou seu Judicatum, eles acabaram se reconciliando. Em 551, Menas foi novamente excomungado por seu apoio ao imperador e acabou perdoado quando Vigílio e Justiniano fizeram as pazes.